# Lotnisko polowe Poniatów
Lotnisko polowe w Poniatowie – polskie polowe lotnisko wojskowe które funkcjonowało na początku Kampanii wrześniowej w Poniatowie. Startowały stamtąd samoloty 113 Eskadry Myśliwskiej, 114 Eskadry Myśliwskiej i 123 Eskadry Myśliwskiej, a po ich odejściu lotnictwo Armii Modlin.

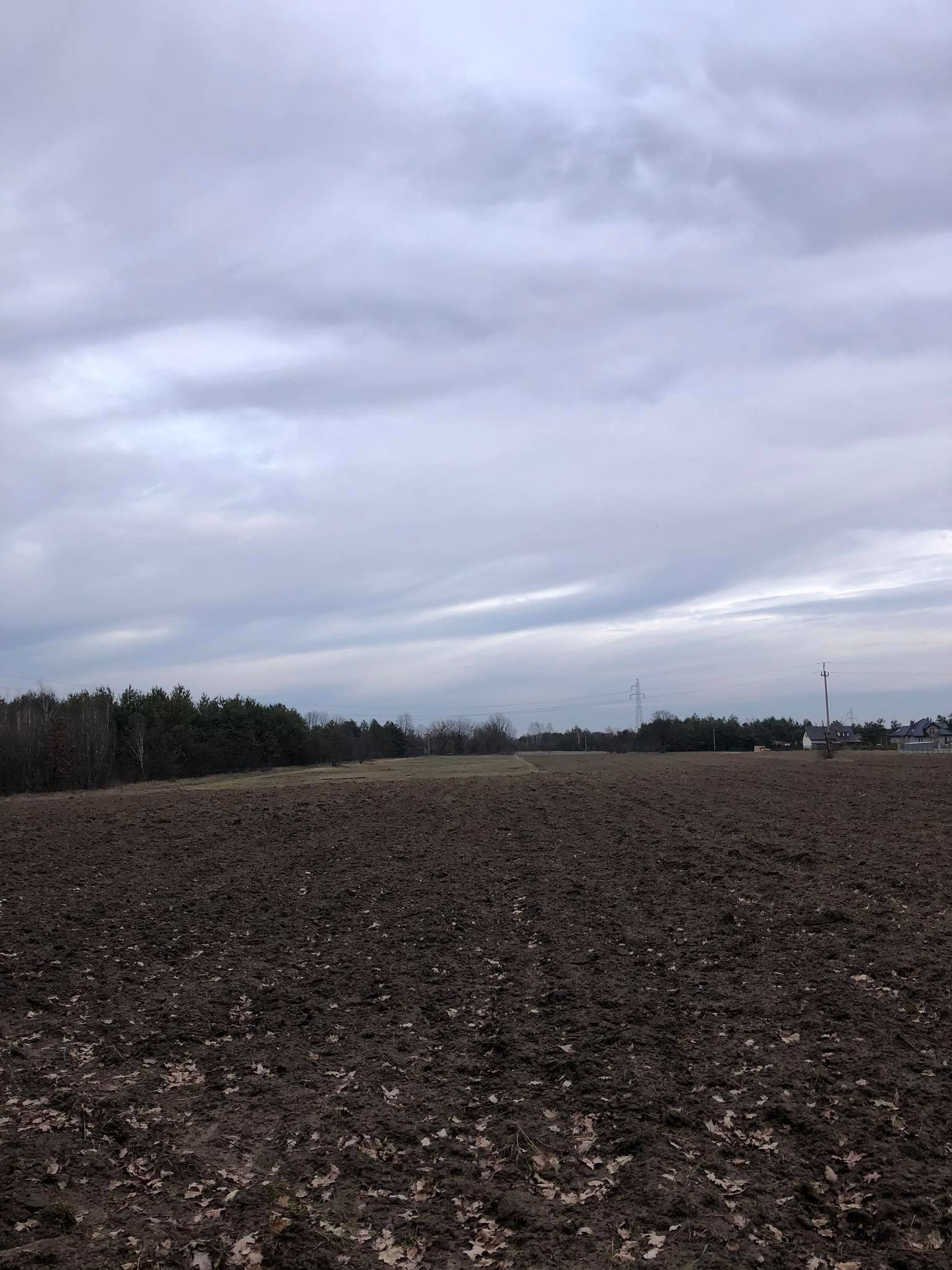
Dawne Lotnisko w Poniatowie teraz

## Historia
Lotnisko polowe w Poniatowie zostało przygotowane parę tygodni przed wybuchem wojny. Wyboru terenu dokonało dowództwo 1 Pułku Lotniczego. 27 sierpnia do Poniatowa przybyli pierwsi żołnierze, samochody przywiozły całe potrzebne wyposażenie. W warunkach pełnej konspiracji ukryto w lesie skład amunicji i zakopano połowe z przywiezionych beczek z benzyną, urządzono też stanowiska obrony przeciwlotniczej. 29 sierpnia wieczorem przyleciały maszyny dwóch eskadr i zostały schowane pomiędzy drzewami. 1 września z samego rana doleciały jeszcze maszyny trzeciej eskadry która miała stacjonować na lotnisku w Poniatowie. W Poniatowie wtedy było 48 lotników i 32 maszyny (PZL P.11 i PZL P.7). Około godziny 6:50 rozpoczął się czas sygnału alarmowego chwile później wystartowały już pierwsze maszyny. Tego dnia polscy lotnicy odnieśli sukcesy i porażki. Pierwszego polskiego zestrzelenia niemieckiej maszyny dokonał por. Aleksander Gabszewicz, którego maszyna po południu została zestrzelona i spadła w okolicach Olszewnicy, sam wyskoczył na spadochronie i wrócił później na lotnisko. Mimo przewagi technicznej niemieckich samolotów Polacy dokonali kilka zestrzeleń. Kilku lądowało przymusowo z uszkodzeniami, kilku też ratowało się skacząc na spadochronach.
Tego dnia swój ostatni lot w życiu wykonał kpt. Mieczysław Leonard Olszewski, którego maszyna spadła w Stanisławowie oraz por. Piotrowski którego maszyna spadła w Choszczówce. 2 września dzięki wysiłkom mechaników mimo braków w częściach zamiennych liczba myśliwców w Poniatowie wynosiła 16 P.11 i 5 P.7. Łącznie po pierwszym dniu ubyło 11 maszyn. 3 września lotnicy dostali rozkaz przeniesienia się na lotnisko w Radzikowie. Potem na lotnisku stacjonowali piloci Armii Modlin do 7 września.

## Zwycięstwa pilotów z Poniatowa
Lista zestrzeleń dokonanych przez pilotów z IV/1 Dywizjonu stacjonującego w Poniatowie według J. Cynka:
- kpt. Adam Kowalczyk – d-ca IV/1 Dywizjonu – 1 Do 17 rejonie Otwocka(?)
- kpt. Juliusz Frey – d-ca 114 Eskadry (razem ze 152 esk. Armii Modlin) – He 111
- ppor. Jan Borowski – 113 Eskadra – 1 Bf 109 – Las Kabacki
- pchor. Jerzy Radomski – 113 Eskadra – 1 Bf 109
- ppor. Włodzimierz Miksa razem z plut. Władysławem Kiedrzyńskim – 114 Eskadra – 1 Bf 109 Ostrołęka/Stawiski
- ppor. Włodzimierz Miksa razem z plut. Władysławem Kiedrzyńskim – 114 Eskadra – 1 Bf 109 – Ostrołęka/Stawiski
- ppor. Tadeusz Sawicz – 114 Eskadra – 1 Bf 109
- ppłk Leopold Pamuła – z-ca d-cy Brygady Pościgowej start z lotniska Poniatów na samolocie IV/1 Dywizjonu – 1 Bf 109 – Jabłonna(?)

Ciężko jest potwierdzić te dane i wiele raportów z tym związanych dzielą duże rozbieżności z powodu trudności ustalenia stanu faktycznego zwycięstw lotników

## Przyczyny opuszczenia lotniska przezBrygadę Pościgową
Polscy lotnicy obawiali się wykrycia przez niemieckich żołnierzy. Podejrzewali miejscowy wiatrak jako obiekt szpiegowski, byli ofiarami wielu sabotaży: spuszczenia benzyny z cystern kolejowych które miały trafić do lotników, ostrzeliwania polskich samolotów podczas startu przez niemieckich pobliskich mieszkańców i umyślne zakłócenia fali radiowych przez Niemców. We znaki lotnikom dawały się też braki w wyposażeniu i częściach zamiennych.

## Eskadry w Poniatowie

### Brygada Pościgowa: 29 sierpnia – 3 września[1]
- 114 Eskadra Myśliwska
- 113 Eskadra Myśliwska
- 123 Eskadra Myśliwska

Łącznie: 48 lotników, 32 maszyny (PZL P.11 i PZL P.7)

### Lotnictwo Armii Modlin: 4 września – 7 września[1]
- III/5 dywizjon myśliwski
- 152 Eskadra Myśliwska

## Mieczysław Leonard Olszewski
Mieczysław Leonard Olszewski dowódca 123 Eskadry Myśliwskiej stacjonującej w Poniatowie. Urodzony 12 sierpnia 1906 poległ podczas pierwszego dnia walki wykonując swój ostatni lot w życiu z lotniska w Poniatowie. Podczas walki nad folwarkiem Michałów poszedł korkociągiem do ziemi i rozbił swoją maszynę w okolicach Stanisławowa.

## Aleksander Gabszewicz
Aleksander Gabszewicz autor pierwszego polskiego zestrzelenia przez lotników z Poniatowa. Urodzony 6 grudnia 1911 r., zmarł 10 października 1983 r. Zdobywca wielu odznaczeń. W 1960 r. odwiedził Poniatów i dawne lotnisko. Zgodnie z jego wolą 9 września 1992 r. jego prochy zostały sprowadzone do Polski i rozsypane nad lotniskiem w Poniatowie gdzie odbył swój chrzest bojowy.